# الملف 42
الملف 42 هي رواية من تأليف الكاتب المغربي عبد المجيد سباطة، صدرت الرواية لأوّل مرة عام 2020 عن المركز الثقافي العربي في المغرب، ودخلت في القائمة القصيرة للجائزة العالمية للرواية العربية لعام 2021، المعروفة باسم «جائزة بوكر العربية».

## العنوان
يُظهر الغلاف صورة غير واضحة لآلة طابعة قديمة عبارة عن مرقنة، و هي تحيل على  عادة تحرير المحاضر في مخافر الشرطة، فوقها طابع أحمر يتوسطه عنوان الرواية.ويوحي الغلاف وعنوان الرواية بنهاية حل لغز من الألغاز، أو حسم في إحدى القضايا البوليسية الشائكة.

## نبذة
تسير رواية الملف 42 في خطين متوازيين، الأول بلسان روائية أمريكية ناجحة، تتعاون مع باحث مغربي شاب في سلك الدكتوراه، في البحث عن المؤلف المجهول لرواية مغربية صدرت عام 1989. وقادهم هذا التحقيق إلى ملامسة خيوط كارثة الزيوت المسمومة لسنة 1959،والتي حدثت سنوات قليلة بعد الاستقلال. والخط الثاني بلسان مراهق مغربي عابث من عائلة غنية، الذي يغتصب خادمة المنزل القاصر، فتغلق والدته المحامية القضية مستغلة نفوذها وترسله لمتابعة دروسه الجامعية في روسيا، ليواجه هناك أهوالا لم تكن في حسبان أحد.

## الشخصيات
• رشيد بناصر: باحث مغربي شاب في سلك الدكتوراه. يمثل رشيد شخصية محورية تجمع بين الفضول الأكاديمي والشغف بالتحقيق في غموض الأحداث المرتبطة بـ «ملف 42». يظهر رشيد كشخص ذكي ومثابر في البحث عن الحقيقة.
- كريستين ماكميلان: روائية أمريكية شهيرة. تأتي إلى المغرب لكتابة رواية جديدة، لكن وجودها يتشابك مع لغز «ملف 42». تجسد كريستين منظورًا غربيًا عن الثقافة المغربية وتلعب دورًا في الكشف عن حقائق تاريخية غامضة.

- عبد القادر الحليم: كاتب مغربي شاب، يواجه تحديات في مسيرته الأدبية والشخصية. يظهر عبد القادر كشخص معقد، يعكس الصراعات النفسية والاجتماعية للمثقفين الشباب.

- والد عبد القادر الحليم: شخصية تمثل الجيل الأكبر، وقد يكون دوره مرتبطًا بنقل الإرث الثقافي أو الاجتماعي. يعكس والد عبد القادر صراعات الأجيال والخلافات الفكرية التي تؤثر على مسار الشخصيات الرئيسية.

## السياق التاريخي والاجتماعي
تُكتب رواية "الملف 42" في ظل واقع مغربي يشهد تحولات سياسية واجتماعية مهمة، حيث يتصادم الحلم بالحرية مع ممارسات القمع والاضطهاد. تستحضر الرواية حقبة من فترات الحكم التي شهدت اعتقالات وتعذيبًا للمعارضين السياسيين، وتعرض بشفافية شديدة كيف أثرت هذه الأحداث على حياة الأفراد وعلى نسيج المجتمع

## الموضوعات الرئيسية
تتناول رواية "الملف 42" محوراً أساسياً يتمثل في الصراع المستمر بين الحرية والقمع، حيث يرصد الكاتب بحس مرهف تجربة الفرد المغربي الذي يعيش تحت وطأة نظام أمني وسياسي يفرض قيوداً صارمة على الحريات الشخصية والعامة. هذا الصراع لا يقتصر فقط على التوتر بين الحاكم والمحكوم، بل يمتد ليشمل التأثير العميق الذي تتركه هذه القيود على نفسية الإنسان، مما يجعل الحرية هدفاً بعيد المنال يتطلب نضالاً مستمراً وصبراً طويل الأمد. فالرواية توضح كيف يمكن للأنظمة القمعية أن تحاصر الأفراد داخل أطر ضيقة، تمنعهم من التعبير عن أفكارهم، وتحرمهم من أبسط حقوقهم الإنسانية، الأمر الذي يخلق حالة من الخوف وعدم الأمان المزمنين.
في نفس السياق، تستكشف الرواية قضية الهوية والنضال، حيث يبرز بناء الهوية الفردية كعملية معقدة ومستمرة وسط الصراعات السياسية والاجتماعية. بطلاً الرواية يخوض رحلة داخلية وخارجية في آن واحد، يحاول من خلالها الحفاظ على إنسانيته وكرامته وسط ضغوط القهر والتنكيل. هذه الهوية ليست مجرد تعريف ذاتي، بل هي شكل من أشكال المقاومة النفسية والاجتماعية التي تحمي الفرد من الانكسار وتمنحه القوة للاستمرار في مواجهة التحديات. الرواية ترصد كيف أن النضال ضد القمع لا يقتصر على المواجهة العلنية فقط، بل يشمل أيضاً صراعات داخلية من أجل الحفاظ على القيم والمبادئ في وجه الإذلال والظلم.
تتعمق الرواية كذلك في موضوع العدالة والظلم، حيث تقدم نقداً لاذعاً للأنظمة التي تنتهك حقوق الإنسان بشكل صارخ، مستخدمة التعذيب والاعتقالات التعسفية كأدوات لقمع المعارضة. من خلال سرد مأساوي لحياة المعتقلين والمظلومين، تبرز الرواية الكلفة الإنسانية لهذا الظلم، وتأثيره على الفرد والمجتمع ككل. كما تعكس الرواية الصراعات القانونية والأخلاقية التي يواجهها الضحايا وأسرهم، وتطرح تساؤلات حول جدوى العدالة في ظل أنظمة لا تعترف إلا بقوانينها الخاصة.
رغم كل هذه المآسي، تحمل الرواية رسالة أمل وصمود قوية. فهي تؤكد أن الظلم لا يمكن أن يستمر إلى الأبد، وأن المقاومة، مهما كانت صعبة وطويلة، تفتح آفاقاً للتغيير والإصلاح. الرسالة الإيجابية تنبع من الإيمان بقوة الإرادة الإنسانية وبقدرة الأفراد على التكاتف من أجل تحقيق مستقبل أفضل،

## البناء السردي والاسلوب
يعتمد عبد المجيد سباطة في هذه الرواية على أسلوب سردي مشحون بالعاطفة والتوتر، يجمع بين الواقعية والرمزية. يستخدم الكاتب تقنيات مثل التقطيع الزمني، والفلاش باك، والحوار الداخلي، ليعكس حالة البطل النفسية ويبرز حجم المعاناة التي يعيشها تحت ضغط النظام الأمني.

## الاثر
"الملف 42" ليست مجرد رواية سياسية، بل هي شهادة أدبية تساهم في توثيق مرحلة مهمة من تاريخ المغرب الحديث. لعبد المجيد سباطة دور مهم في تحريك النقاشات حول قضايا الحرية والعدالة، ومن خلال هذا العمل يقدم رؤية إنسانية عميقة تعبر عن آلام وهموم الأجيال المتعاقبة.

## ترجمات
ترجمة رواية الملف 42 الى اللغة الانجليزية عن دار النشر "بانيبال" (Banipal Books) تحت عنوان:"The Secrets of Folder 42" في مايو 2024.

## نقد
تتميز الرواية بنبشها في التاريخ،و تطرقها لموضوعات إنسانية شائكة مثل كارثة الزيوت المسمومة لسنة 1959. ولئن اعتبر بعض النقاد أن المؤلف لم يستطع تذويب تقنيات الكتابة الروائية في صلب الرواية رغم المجهود البحثي  الذي بذله ، إلا أن نقادا آخرين رأوا في ذلك مصدر قوة للرواية حيث تميزت  باستدعائها لنصوص تنتمي إلى دائرة الأدب، رواية ونقدًا، و استنفارها لمختلف المعارف المتعلقة بموضوعات الحكي.

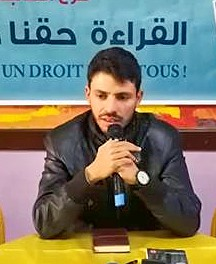
عبد المجيد سباطة، مؤلف رواية الملف 42

## اقتباسات
"فرق عندي بين الكاتب ولاعب الشطرنج، كلاهما يخوض معركة عقلية عنيفة أمام غريمه، وعلى رقعة قد تتسع مساحتها الصغيرة لتشمل العالم بأسره ! ولأن حسابات الربح والخسارة في لعبتي الشطرنج والكتابة نسبية ولا تخضع لأي منطق، فقد وجدتني مجبرا على رفع الراية البيضاء عوض مواصلة القتال في معركة اجتمعت كل الظروف لتقودني إلى خسارتها، وإن احتميت لبعض الوقت بعبارة مضحكة يلجأ إليها كل المهزومين: الانسحاب التكتيكي... " 

## وصلات خارجية
- صفحة رواية الملف 42 على موقع جود ريدز